# Irlanda nos Jogos Olímpicos de Verão de 2024
Irlanda participou dos Jogos Olímpicos de Verão de 2024, realizados em Paris, na França. Foi a 23.ª aparição do país nos Jogos Olímpicos de Verão desde a estreia cem anos antes, em Paris 1924, sendo representado por 139 atletas que competiram em 15 esportes.
Estas foram as Olimpíadas de maior sucesso na história do país, com a Irlanda quebrando em uma medalha seu recorde anterior de seis medalhas em Londres 2012. A delegação também superou o recorde de Atlanta 1996 de três ouros olímpicos em uma única edição, com quatro primeiros lugares, incluindo a primeira medalha olímpica e de ouro na ginástica, com Rhys McClenaghan no cavalo com alças, bem como a primeira medalha de ouro na natação masculina, com Daniel Wiffen nos 800 metros livres.

## Medalhas
| Atleta                         | Esporte             | Evento                     | Medalha |
| ------------------------------ | ------------------- | -------------------------- | ------- |
| Daniel Wiffen                  | Natação             | 800 m livre masculino      | Ouro    |
| Fintan McCarthy Paul O'Donovan | Remo                | Skiff duplo leve masculino | Ouro    |
| Rhys McClenaghan               | Ginástica artística | Cavalo com alças           | Ouro    |
| Kellie Harrington              | Boxe                | Até 60 kg feminino         | Ouro    |
| Mona McSharry                  | Natação             | 100 m peito feminino       | Bronze  |
| Daire Lynch Philip Doyle       | Remo                | Skiff duplo masculino      | Bronze  |
| Daniel Wiffen                  | Natação             | 1500 m livre masculino     | Bronze  |

## Competidores
Esta foi a participação por modalidade nesta edição:
| Esporte              | Masculino | Feminino | Total |
| -------------------- | --------- | -------- | ----- |
| Atletismo            | 9         | 15       | 24    |
| Badminton            | 1         | 1        | 2     |
| Boxe                 | 4         | 6        | 10    |
| Canoagem             | 2         | 2        | 4     |
| Ciclismo             | 2         | 5        | 7     |
| Ginástica            | 1         | 0        | 1     |
| Golfe                | 2         | 2        | 4     |
| Hipismo              | 4         | 3        | 7     |
| Hóquei sobre a grama | 17        | 0        | 17    |
| Natação              | 6         | 6        | 12    |
| Remo                 | 6         | 10       | 16    |
| Rugby sevens         | 14        | 14       | 28    |
| Saltos ornamentais   | 1         | 1        | 2     |
| Taekwondo            | 1         | 0        | 1     |
| Vela                 | 3         | 1        | 4     |
| Total                | 73        | 66       | 139   |